# الرابطة الأمريكية لكرة السلة
الرابطة الأمريكية لكرة السلة (بالإنجليزية: American Basketball Association)‏ كان دوري كرة سلة في الولايات المتحدة تأسس في سنة 1967. كان يلعب فيه 11 فريقا. توقف في سنة 1976 بعد أن تم الدمج بينه وبين الرابطة الوطنية لكرة السلة. يعتبر إنديانا بايسرز هو الأكثر فوزا به وذلك برصيد 3 بطولات. آخر من فاز به هو فريق بروكلين نتس.